# المتاعية
قرية المتاعية تقع على بعد 22 كم إلى الجنوب الشرقي من مدينة درعا في سورية وتبعد نحو 2.5 كيلو مترا عن الحدود السورية الأردنية من الجنوب وترتفع عن سطح البحر حوالي 700 متر وعلى خط مطري اقل من 250 مم سنويا. وتمتاز بالمناطق الأثرية القديمة فيها سد مياه للري، أهلها طيبون يحافظون على التراث، يعتمدون في عيشهم على الزراعة البعلية ومعظمهم مغتربون.
تضم القرية على أرضها آثار قديمة يونانية ورومانية وبيزنطية وحتى إسلامية أبرزها معبد المتاعية وقصر الإسكندر ذي القرنين إضافة إلى ست كنائس تعود للفترة البيزنطية وآثار رومانية وبيزنطية متفرقة.